# El libro salvaje
El libro salvaje es una novela del autor mexicano Juan Villoro publicada en 2008 y reeditada en 2014. Se trata de un cuento de aventura y ciencia ficción narrada en primera persona (narrativa) desde el punto de vista del pequeño Juan, un adolescente de 13 años que vive en México D.F. El libro se desarrolla en la perspectiva de Juan en la casa de su tío Tito, que mediante una serie de sucesos se ve forzado a vivir con él durante algún tiempo, en donde tiempo después se da cuenta de que algo extraño sucede en la casa de su tío, y con los libros contenidos en esta.

## Sinopsis
Juan era un niño que vivía solamente con su hermana Carmen, más pequeña que él. La trama comienza cuando Juan se da cuenta de que sus papás comienzan a tener problemas familiares (divorcio); empieza a notar que su madre está notablemente más ansiosa y nerviosa. Finalmente, ella decide dejar a Juan un par de semanas en la casa del tío Tito durante las vacaciones, mientras se queda en su casa y da a entender que parte debido a los problemas con su esposo ingeniero se va de viaje a Europa, con una amiga, para construir un puente. Juan se niega rotundamente a ir donde su tío, argumentado que es raro y solitario, pero finalmente es llevado con él. En los días anteriores a que lo lleven a casa de su tío, Juan comienza a tener una serie de sueños que llama "el sueño escarlata". 
Ya en casa de su tío, este le dio una pequeña campana para no perderse; Juan se da cuenta de que la casa, habitada también por la sirvienta Eufrosia, es enorme y contiene libros por todos lados. Al día siguiente de llegar, Juan decide que es tiempo de ir a husmear un poco por la casa; así se da cuenta de que los libros que se encuentran en los estantes cambian de lugar cada noche, a lo que su tío responde que estos siempre deciden por quién y cuando ser leídos.
Cuando su tío enferma de catarro Juan tiene que ir a la farmacia que se encuentra justo enfrente, en donde se topa con Catalina, una niña de su edad de quien se enamora a primera vista y a quien decide prestar un libro de los muchos que hay en la biblioteca de su tío. Tiempo después se da cuenta de que los libros comienzan a vibrar cuando él está solo y concentrado; cuando se lo dice a su tío, él le responde diciéndole que es un lector princeps y por lo tanto tiene ese poder con los libros cerca de él. Después de las visitas hechas hacia Catalina en la farmacia Juan se da cuenta de que la historia que leyó no es la de Catalina, aun cuando el libro era el mismo entendiendo que todo libro es distinto dependiendo de quien sea el lector.

Su tío Tito le cuenta que existe un libro que jamás nadie ha podido leer en su casa, volumen bastante feroz y escurridizo. Juan lo visualiza un par de veces pero jamás logra alcanzarlo, por lo cual decide dejarlo en paz un tiempo, al menos hasta que se le ocurra una idea sobre como atraparlo. Mientras tanto, un día cuando se encontraba paseando por la gran casa, entró en una habitación totalmente oscura en donde el aire estaba pesado y húmedo; su tío le dice que su padre era un hombre ciego e iba a esa habitación oscura, donde todos los libros estaban escritos en alfabeto braille.

A pesar de las continuas carnadas que Juan ponía junto con Catalina para poder atrapar el libro salvaje, este siempre huía. Juan comenzó a decepcionarse, su sueño escarlata se había ido, y ahora solo deseaba leer el libro y saber de qué se traba, y qué había en su interior. Un día justo antes de irse, mientras Eufrasia, el tío Tito, Catalina, Carmen y Juan estaban sentados en la sala, su pequeña hermana Carmen vio de pronto el libro. Todos lo tomaron desesperadamente y dejaron que Juan lo abriera; pronto se dieron cuenta de que el libro vibraba y solo contenía páginas en blanco y cuando finalmente dejó de moverse notaron que comenzaba exactamente igual que al inicio de esta historia. Juan y Catalina estuvieron juntos hasta que tuvieron edad suficiente para casarse; también le prometió a su tío Tito que lo visitaría continuamente, dejándole una gran lección: la magia de los libros.

## Personajes
- Juan, protagonista de la historia, joven de 13 años que sufre de problemas emocionales por el divorcio de sus padres y es llevado a la casa de su tío a pasar las vacaciones.
- Carmen, hermana menor de Juan, que lo ayuda a encontrar el libro salvaje.
- Catalina, joven muy amable que se convierte en la novia de Juan; se menciona por primera vez cuando Juan acude a la farmacia por medicamentos para su tío.
- Tío Tito, tío y autodenominado escudero de Juan, le encomienda la tarea de encontrar el libro salvaje durante su estancia en la casa.
- Eufrosia, ayudante y cocinera del tío Tito.
- 'Mamá de Juan, está pasando por un momento difícil, en proceso de divorcio del padre de Juan, por lo que se va de viaje con una amiga (al menos, eso es lo que dice).
- Padre de Juan, ingeniero que está en Europa construyendo un puente.
- Pablo, el mejor amigo de Juan, se menciona por primera vez antes de que Juan llegue a la casa del tío Tito.
- Gatos Dominó, Obsidiana y Marfil las mascotas del tío Tito